# شهرستان ییتس (نیویورک)
شهرستان ییتس، نیویورک (به انگلیسی: Yates County, New York) یک سکونتگاه مسکونی در ایالات متحده آمریکا است که در ایالت نیویورک واقع شده‌است.

## خصوصیات
شهرستان ییتس ۹۷۳٫۸۴ کیلومترمربع مساحت دارد.